# Rivierenwijk (Utrecht)
De Rivierenwijk is een buurt in de wijk Zuidwest in Utrecht, de hoofdstad van de Nederlandse provincie Utrecht.

## Ligging en geografie
De buurt wordt begrensd door de Balijelaan, Vondellaan, Vaartsche Rijn en het Merwedekanaal. De buurt ligt direct naast de Dichterswijk, en over de kanalen heen grenst het aan Kanaleneiland/Transwijk, Tolsteeg en Hoograven.

## Kenmerken
Eind 19e eeuw was er alleen bebouwing langs de Vaartsche Rijn in de vorm van fabrieken en arbeiderswoningen. Na afloop van de Eerste Wereldoorlog startte de planmatige aanleg van de wijk. Gemeente en woningbouwverenigingen waren de belangrijkste opdrachtgevers.
De officieuze hoofdstraat van de buurt is de Rijnlaan. Qua demografische samenstelling komt de buurt dicht bij het stadsgemiddelde. De bebouwing is divers en verschilt van arbeiderswoningen tot woningen met een meer Tuindorp-achtige stijl.
Aan de noordzijde van de wijk bouwde de Universiteit Utrecht diverse laboratoria. Ook andere opleidingsinstituten vestigden zich op die locatie. In de jaren 90 is het grootste deel van de gebouwen afgebroken en vervangen door woningen en nieuwe schoolgebouwen voor onder andere het Grafisch Lyceum Utrecht en het ROC Midden Nederland.
Sinds 1 september 2008 wordt de voormalige Nieuw-Apostolische Kerk op de Berkelstraat bewoond door negenentwintig studenten. Op 10 juli 2005 werd hier de laatste dienst gehouden, waarna het gebouw is verbouwd tot studentenwoning. Voor het geval in de toekomst een maatschappelijke voorziening in het gebouw terugkeert, heeft het gebouw een dubbelbestemming Maatschappelijke doeleinden en Wonen gekregen. Het kruis stond tot begin 2016 nog op het dak, maar is na een flinke onweersbui in stukken gebroken. In naleving van het verleden noemen de bewoners hun plekje "Club Kurk".
De in 1924 in gebruik genomen rooms-katholieke Sint-Gertrudiskerk is een gemeentelijk monument.
Sinds april 2018 is de kerk buiten gebruik gesteld wegens teruglopend aantal bezoekers in combinatie met ontoereikende brandveiligheid. De kerk stond sindsdien te koop tot 2021.

## Uitbreiding na 1999
Rond 1999 kreeg Rivierenwijk er drie nieuwe straten bij: de Jacob Westerbaenstraat (tussen de Vondellaan en de Croesestraat), de Pieter Bernagiestraat en de Reyer Anslostraat, beide tussen de Jacob Westerbaenstraat en de Jutfaseweg. Voorheen lagen hier de laboratoria van de Universiteit Utrecht.
Aan de noordzijde van de wijk ligt Station Utrecht Vaartsche Rijn (2016).

## Scholen
In Rivierenwijk zijn diverse scholen gevestigd:
- Basisschool De Wereldwijzer
- Gertrudisschool
- Grafisch Lyceum Utrecht
- OBS Maaspleinschool
- ROC Midden Nederland
- X11

## Trivia
De buurt kent een eigen door bewoners gemaakt nieuwsblad: "De Rivier-Dichter" (voorheen "De Rivierwijker"). Dit blad wordt tevens verspreid in - een gedeelte van - de nabijgelegen Dichterswijk. De wijkkrant komt voort uit Stichting Ruimte voor de Buurt, een organisatie die door de buurtpastor in 1999 is opgericht om lokale initiatieven te bevorderen.
De kinderboekenschrijver W.G. van de Hulst werkte van 1901 tot 1940 als (hoofd)onderwijzer aan de lagere school aan de Jutfaseweg. Deze school werd in 1959 hernoemd tot W.G. van de Hulstschool.
Dichterswijk · Kanaleneiland · Rivierenwijk · Transwijk · Westraven